# Jean II (métropolite de Kiev)
Pour les articles homonymes, voir Jean II.
Jean II fut patriarche de Kiev et de toute la Rus' de 1077 à sa mort en 1089.